# Cuori nella tempesta (telenovela)
Cuori nella tempesta (Bienvenida Esperanza) è una telenovela venezuelana realizzata e trasmessa da Radio Caracas Televisión nel 1983, che vede come protagonisti Mayra Alejandra e Carlos Olivier.
In Italia è arrivata nella seconda metà degli anni 80, trasmessa da reti locali.

## Trama
Esperanza Acuña lavora come segretaria nell'azienda di importazione dei Mendizábal. La ragazza è perdutamente invaghita di Julio, il figlio del padrone, anche se è perfettamente cosciente del fatto che il suo sia un amore impossibile essendo l'uomo promesso sposo di Mariana Trías. Esperanza ha occhi solo per lui e non si accorge che un altro uomo, Jacinto Núñez, allevato come un figlio dai suoi genitori, i modesti ma generosi Acuña, la ama alla follia.
Alla vigilia delle nozze, Mariana decide di non sposarsi: dopo aver conosciuto un altro uomo, Gabriel, non è più sicura di amare Julio, di cui non sopporta il carattere irruente e l'eccessiva gelosia. Per il ragazzo è una cocente delusione e, nella confusione dei suoi sentimenti, si lascia trascinare in un'avventura con Esperanza. La loro relazione, però, si logora nell'indifferenza di lui e nell'insoddisfazione di lei, ragion per cui quando Esperanza scopre di essere incinta non ha il coraggio di rivelargli la sua condizione. Arriva il giorno in cui si decide a farlo, ma avrà un'amara sorpresa: Julio e Mariana, riavvicinatisi in occasione della morte della madre di lei, si erano sposati in tutta fretta proprio quel giorno. Il padre di Esperanza, Tomás, non accettando l'idea che sua figlia diventerà ragazza madre, la caccia di casa.
Nel frattempo la situazione economica delle due famiglie, gli Acuña e i Mendizábal, si è capovolta: da una parte gli Acuña si sono arricchiti grazie a una puntata vincente alle corse dei cavalli, dall'altra i Mendizábal sono rovinati dopo che per colpa di alcune malversazioni di Eleazar Vargas, un socio disonesto, viene arrestato il padre di Julio, Justo Mendizábal. Ma neanche Jacinto se la passa bene: lavorando al porto ha scoperto i loschi traffici di Vargas e, nella foga di far giustizia, è finito in prigione anche lui. Esperanza si attiva per aiutarlo prendendo contatto con un avvocato. In breve tempo Jacinto riesce a dimostrare la sua innocenza ed esce dal carcere. In questo periodo di angoscia, Esperanza, che fino ad allora aveva sempre visto Jacinto solo come un fratello, si scopre innamorata di lui. Jacinto si fa coraggio e le chiede di sposarlo. Lei accetta, ma lo farà soltanto dopo la nascita, ormai imminente, del bambino. 
Quando tutto sembra andare per il meglio, Esperanza viene a sapere che Julio è finito in carcere per aver accidentalmente ucciso Mariana durante una scenata di gelosia. Il fatto che Esperanza si dia da fare per cercare di aiutare Julio fa ingelosire Jacinto, il quale inizia a sospettare che Esperanza si sia sposata con lui solo per dare un cognome a suo figlio. Però questa non è la verità; ormai Esperanza ama profondamente Jacinto e presto avrà modo di dimostrarglielo. 
Intanto Julio, rovinato economicamente, disperato per la morte di Mariana e respinto senza riserve da Esperanza, vede nel figlio avuto con la ragazza la sua unica ragione di vita. Esperanza però non gli riconosce più alcun diritto sul figlio, perciò Julio, ormai in preda alla follia, decide di rapire il piccolo. Solo dopo una lunga ricerca verrà rintracciato e arrestato. Per Jacinto ed Esperanza è la fine di un incubo. Questo angoscioso evento rinsalda il loro rapporto e d'ora in avanti potranno vivere il loro amore con maggiore serenità.

## Personaggi
- Esperanza Acuña, interpretata da Mayra Alejandra: ragazza di classe media, sognatrice e un po' svampita, si innamora di Julio Mendizábal, il figlio del padrone dell'azienda dove lei lavora come segretaria.
- Jacinto Núñez, interpretato da Carlos Olivier: giovane serio e leale, cresciuto come un figlio dagli Acuña, è perdutamente innamorato di Esperanza.
- Julio Mendizábal, interpretato da Félix Loreto: ragazzo insicuro e impulsivo, seduce Esperanza dopo essere stato lasciato dalla fidanzata Mariana proprio il giorno in cui avrebbero dovuto sposarsi.
- Mariana Trías, interpretata da Tatiana Capote: promessa sposa di Julio.
- Gabriel Iniesta, interpretato da Yanis Chimaras: innamorato di Mariana Trías.
- Zoraida, interpretata da Elba Escobar: rimasta vedova con figli, si innamora di Jacinto.
- Tomás Acuña, interpretato da Alberto Marín: padre di Esperanza, patito della corsa di cavalli.
- Emilia Acuña, interpretata da Dilia Waikarán: madre di Esperanza.
- Meliza Acuña, interpretata da Alicia Plaza: sorella di Esperanza; si vergogna della sua modesta e chiassosa famiglia ed ha aspirazioni di ascesa sociale.
- Gerardo Aparicio, interpretato da Víctor Cámara: ragazzo appartenente ad una distinta famiglia caduta in rovina, è costretto dai suoi genitori a conquistare Meliza, la cui famiglia si è appena arricchita grazie ad una sostanziosa vincita alle corse dei cavalli.
- Anaminta Acuña, interpretato da Hazel Leal: sorella di Esperanza.
- José María Delgado, interpretato da Flavio Caballero: giovane avvocato, si innamora, ricambiato, di Anaminta.
- Amanda, interpretata da Amalia Pérez Díaz: donna saggia, lavora insieme ad Esperanza nell'azienda dei Mendizábal.
- Iván, interpretato da Aroldo Betancourt/Carlos Fraga: è il figlio di Amanda, innamorato, non ricambiato, della ragazza.
- Justo Mendizábal, interpretato da Carlos Márquez: padre di Julio.
- Teodora Mendizábal, interpretata da Gladys Cáceres: madre di Julio.
- Jocelyn Mendizábal, interpretata da Hilda Abrahamz: ex miss, sorella di Julio.
- Eleazar Vargas, interpretato da Julio Alcázar: sposo infedele di Jocelyn e socio disonesto del suocero Justo Mendizábal.